# Tholomyces flagellifer
Tholomyces flagellifer är en svampart som beskrevs av Matsush. 2003. Tholomyces flagellifer ingår i släktet Tholomyces, divisionen sporsäcksvampar och riket svampar.   Inga underarter finns listade i Catalogue of Life.